# Сальковский, Вилен Абрамович
Вилен Абрамович Сальковский (1933—2013) — советский и российский писатель.

## Биография
Вилен Сальковский родился 1 ноября 1933 года в городе Ленинград (ныне — Санкт-Петербург). В годы сталинских репрессий, отец Сальковского был арестован органами НКВД СССР, а его самого с матерью как «членов семьи врага народа» выслали в город Ярцево Смоленской области. Там он окончил среднюю школу и железнодорожный техникум. После службы в Советской Армии, Сальковский поступил на историко-филологический факультет Смоленского государственного педагогического института, который окончил в 1962 году.
Писать книги Сальковский начал в ещё в период учёбы в институте. В 1959 году была опубликована его первая повесть «Весна пришла». Тематика большинства его произведений -- деревенская жизнь и Великая Отечественная война. Является автором большого количества стихов, публицистических произведений, рассказов. Был членом Союза российских писателей. Скончался 20 апреля 2013 года, похоронен на кладбище деревни Капыревщина Ярцевского района Смоленской области.
Лауреат литературной премии имени М. В. Исаковского (2000).
В память о Сальковском установлена мемориальная доска на школе в Капыревщине.

## Наиболее известные произведения
- Весна пришла. Повесть, 1959.
- Осень в Плетневе. — Смоленск, 1961.
- Смоленская дорога. — М., 1987. (на VI съезде Союза писателей РСФСР этот роман был признан одним из лучших)
- Русская трагедия. — Смоленск, 1999[1].